# Banos (Landes)
Banos település Franciaországban, Landes megyében. Lakosainak száma 267 fő (2022. január 1.). Banos Audignon, Doazit, Montaut és Saint-Sever községekkel határos.

## Népesség
A település népességének változása:
| Lakosok száma | 242  | 220  | 225  | 238  | 283  | 295  | 277  | 264  | 263  | 267  |
|               | 1968 | 1982 | 1990 | 2006 | 2013 | 2015 | 2017 | 2019 | 2020 | 2022 |